# バィバィDuバィ〜See you again〜/A MY GIRL FRIEND
「バィバィDuバィ〜See you again〜/A MY GIRL FRIEND」（バイバイ・ドゥバイ シー・ユー・アゲイン／ア・マイ・ガール・フレンド）は、Sexy Zoneの両A面シングル。5作目のシングルとして、2013年10月9日にポニーキャニオンから発売された。

## 概要
前作と同じく両A面シングルだが、「A MY GIRL FRIEND」のPVはない。
初回限定盤3種には中島（K）、佐藤（S）、菊池（F）のソロ曲が収録されている。
初回限定盤3種、通常盤、Sexy Zone Shop盤の計5種類で発売。

## チャート成績
このシングルは、オリコンにおいて2013年10月21日付の週間シングルランキングで初登場1位を獲得、デビュー曲から5作連続の1位となった。

## 収録内容
ジャニーズ事務所公式サイト「Johnny's net」における紹介ページをもとに記述。

### CD

#### 通常盤・Sexy Zone Shop盤
※「BAD BOYS 〜movie remix〜」以降、通常盤のみ収録。
1. バィバィDuバィ〜See you again〜 [4:11]
作詞：Komei Kobayashi、作曲：ニホンジン・bansei.、編曲：鈴木Daichi秀行
  - フジテレビ系『超潜入!リアルスコープハイパー』テーマソング[4]
2. A MY GIRL FRIEND [4:42] - 中島健人・菊池風磨・佐藤勝利
作詞：野島伸司、作曲：谷口尚久、編曲：生田真心
  - 佐藤勝利主演 日本テレビ系連続テレビドラマ『49』主題歌[4]
3. Young and Beautiful! [4:02]
作詞：ENA☆、作曲：Samuel Waermo・youwhich・DAICHI、編曲：生田真心
  - フジテレビ系『女子バレーボール ワールドグランプリ2013』イメージソング[4]
4. BAD BOYS 〜movie remix〜 [4:27]
作詞：ENA☆、作曲：DAICHI・Kinboom、編曲：生田真心
  - 4thシングル「Real Sexy!/BAD BOYS」の2曲目のムービーリミックス
  - 中島健人主演 ショウゲート配給映画『劇場版 BAD BOYS J -最後に守るもの-』主題歌[4]
5. バィバィDuバィ〜See you again〜 -Inst.-
6. A MY GIRL FRIEND -Inst.-
7. Young and Beautiful! -Inst.-
8. BAD BOYS 〜movie remix〜 -Inst.-

#### 初回限定盤K
1. バィバィDuバィ〜See you again〜
2. A MY GIRL FRIEND - 中島健人・菊池風磨・佐藤勝利
3. CANDY 〜Can U be my BABY〜 [3:10] - 中島健人
作詞：中島健人、作曲：サミュエル・ワエルモ、編曲：生田真心

#### 初回限定盤S
1. A MY GIRL FRIEND - 中島健人・菊池風磨・佐藤勝利
2. バィバィDuバィ〜See you again〜
3. おなじ空の下 [4:23] - 佐藤勝利
作詞：佐藤勝利、作曲：川口進・Christofer Erixon・Joakim Bjornberg、編曲：石塚知生
4. バィバィDuバィ〜See you again〜 (フレンドシップ edit ver.) [2:10]
作詞：Komei Kobayashi、作曲：ニホンジン・bansei.
  - 本作の1曲目のダンスレクチャーエディットバージョン

#### 初回限定盤F
1. バィバィDuバィ〜See you again〜
2. A MY GIRL FRIEND - 中島健人・菊池風磨・佐藤勝利
3. FaKe [4:22] - 菊池風磨
作詞：菊池風磨、作曲：RED SOUND・RED HOT、編曲：吉岡たく

### DVD

#### 初回限定盤K
1. 「バィバィDuバィ〜See you again〜」Music Clip

#### 初回限定盤S
1. 「フレンドシップ」(From「バィバィDuバィ〜See you again〜」)ダンスレクチャービデオ

#### 初回限定盤F
1. 「バィバィDuバィ〜See you again〜」ジャケット & PV Making